# Jeremy (escargot)
Pour les articles homonymes, voir Jeremy.
Jeremy est un escargot (Helix aspersa) senestre qui a fait l'objet d'études scientifiques et suscité l'attention des médias en raison de la structure très rare de sa coquille. 
Alors que les escargots de cette espèce sont habituellement dextres (leur coquille s'enroulant dans le sens des aiguilles d'une montre), celle de Jeremy, en raison d'une mutation génétique rare, s'enroulait dans le sens inverse. Il est mort le 11 octobre 2017 à l'âge d'« au moins deux ans ». On estime que cette mutation ne s'observe que sur un individu sur un million.
L'escargot a été nommé Jeremy en référence à Jeremy Corbyn, chef de file du parti travailliste britannique, une référence humoristique à la coquille « à gauche » du gastéropode et au goût de Corbyn pour le jardinage,,. L'escargot est devenu célèbre à la suite d'un appel mondial lancé pour trouver un autre escargot senestre pouvant s'accoupler avec lui,. 
La mutation génétique rare de Jeremy a été étudiée par des chercheurs de l'Université de Nottingham. Ceci pouvant permettre à terme de découvrir et analyser certains marqueurs génétiques dans le monde animal.

## Biographie
Un chercheur du musée d'histoire naturelle de Londres à la retraite a découvert le spécimen sur un tas de compost à Raynes Park (en) dans le sud-ouest de Londres. Il l'a ensuite remis à Angus Davison de l'Université de Nottingham, un professeur spécialisé en génétique évolutive travaillant sur les escargots. Ce dernier a alors lancé un avis de recherche afin de trouver un escargot senestre pouvant s'accoupler avec Jeremy. En effet, les organes reproducteurs de l'escargot sont placés de telle manière que l'accouplement n'est possible qu'entre spécimens dont la coquille s'enroule dans le même sens,. À la suite de l'appel, deux escargots senestres ont été trouvés et envoyés à l'université afin de s'accoupler avec Jeremy. Cependant ces escargots se sont accouplés entre-eux plutôt qu'avec Jeremy, donnant naissance à 170 escargots « normaux » avec la coquille enroulée dans le sens des aiguilles d'une montre. L'un des deux escargots senestres s'est plus tard accouplé avec Jeremy, donnant naissance à 56 descendants tous « normaux »,.
Il est possible que la mutation génétique causée par un gène réapparaisse sur de nouvelles générations,.